# Jinan
Jinan  (kineski: 济南)  je administrativni centar kineske provincije Shandong od 2 798 000 stanovnika (prema procjeni iz 2007.).

## Zemljopisne karakteristike
Jinan se prostire od sjevernih obronaka planine Tajšan, sve do plodne doline rijeke Žute rijeke, koja je velika prometnica tog dijela Kine.

## Vanjske poveznice
- Jinan na portalu Encyclopædia Britannica (engl.)
- Službene stranice grada